# Herculian (sit SCI)
Herculian este o arie protejată (arie specială de conservare — SAC, sit de importanță comunitară — SCI) din România, desemnată în scopul protejării biodiversității și menținerii într-o stare de conservare favorabilă a florei spontane și faunei sălbatice, precum și a habitatelor naturale de interes comunitar aflate în arealul zonei de protecție. Aceasta este situată în partea central-estică a Transilvaniei, pe teritoriile administrative ale comunelor Bățani și Brăduț din județul Covasna și pe cele ale comunelor Merești și Sântimbru din județul Harghita.

## Localizare
Aria naturală  se află în extremitatea nord-vestică a județului Covasna și central sudică a județului Harghita, pe teritoriul nordic, nord-estic și nord-vestic al satului Herculian, în apropiere de drumul național  DN12, care leagă municipiul Sfântu Gheorghe de Miercurea Ciuc.

## Înființare
Zona a fost declarată sit de importanță comunitară prin Ordinul Ministerului Mediului și Dezvoltării Durabile Nr.1964 din 13 decembrie 2007 (privind instituirea regimului de arie naturală protejată a siturilor de importanță comunitară, ca parte integrantă a rețelei ecologice europene Natura 2000 în România) și se întinde pe o suprafață de 12.917 hectare. Situl a fost protejat și ca arie specială de conservare în mai 2022.

## Biodiversitate
Aria protejată reprezintă o zonă încadrată în bioregiune alpină (păduri de foioase, păduri de conifere, păduri în tranziție, pajiști și pășuni) aflată în Depresiunea Baraolt (la poalele Munții Harghitei) desemnată în scopul conservării a șase tipuri de habitate (Păduri de fasg de tip Asperulo-Fagetum, Păduri de fag de tip Luzulo-Fagetum, Păduri de stejar cu carpen de tip Galio-Carpinetum, Păduri dacice de fag (Symphyto-Fagion), Păduri acidofile de Picea abies din regiunea montana (Vaccinio-Piceetea), Păduri aluviale cu Alnus glutinosa și Fraxinus excelsior (Alno-Padion, Alnion incanae, Salicion albae).
Situl adăpostește și asigură condiții de hrană și viețuire pentru mai multe specii faunistice (unele protejate prin lege și aflate pe lista roșie a IUCN; astfel: urs brun (Ursus arctos, cerb (Cervus elaphus L.), căprior (Capreolus capreolus), lup cenușiu (Canis lupus), râs eurasiatic (Lynx lynx) sau vidră de râu (Lutra lutra).

## Căi de acces
- Drumul național DN15 pe ruta: Sfântu Gheorghe - Bodoc - Malnaș - Micfalău - drumul județean DJ122 spre Bățani - Bățanii Mici - Herculian.

## Atracții turistice
În vecinătatea sitului se află mai multe obiective de interes turistic (lăcașuri de cult, monumente istorice); astfel:

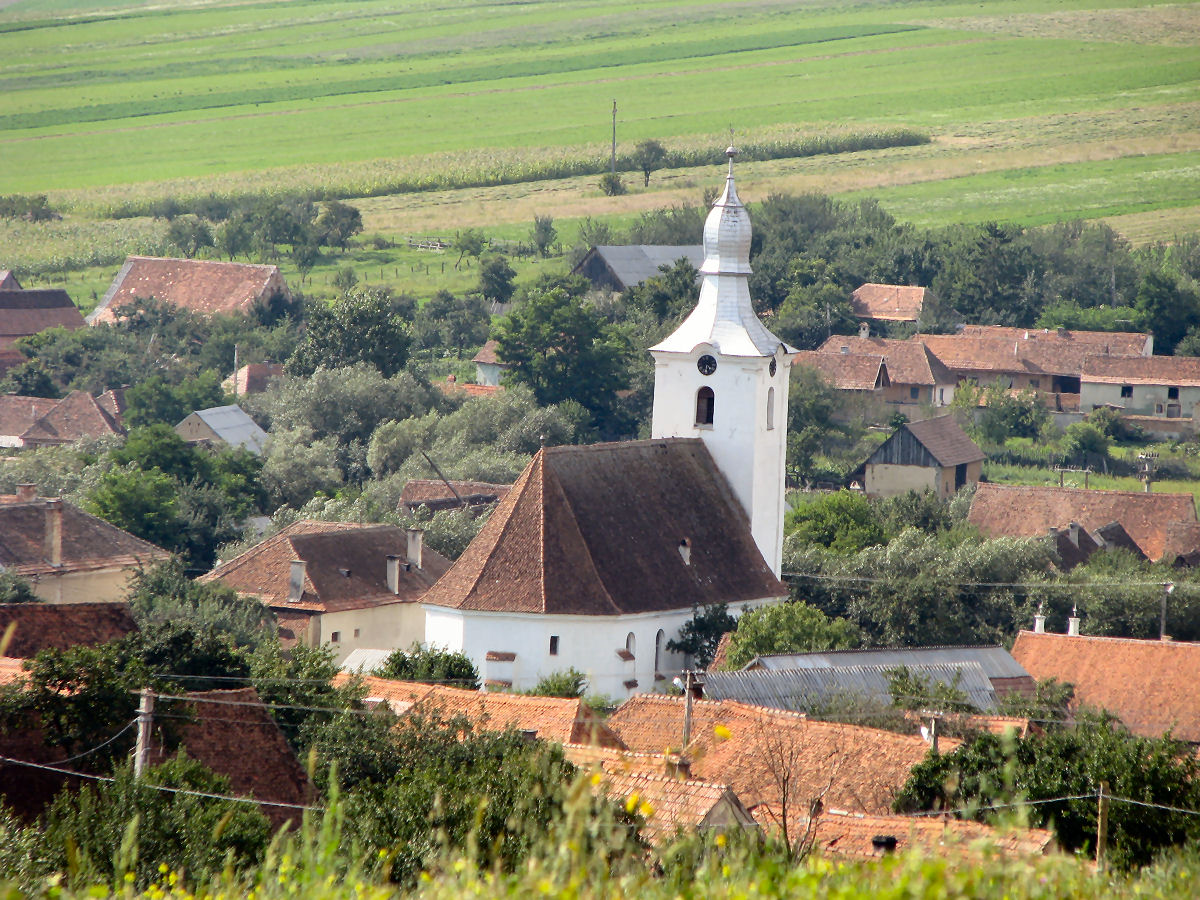
Biserica reformată din satul Aita Seacă

- Capela romano-catolică "Sf. Maria Mică" din Baraolt, construcție 1755, monument istoric.
- Biserica romano-catolică " Sf. Adalbert" din Baraolt, construcție 1564, monument istoric.
- Biserica catolică din Bățanii Mari, construcție secolul al XVII-lea, monument istoric.
- Biserica reformată din Bățanii Mari, construcție secolul al XV-lea, monument istoric.
- Biserica reformată din satul Aita Seacă (monument istoric), construcție 1790.
- Biserică romano-catolică (ruine) din satul Filia, construcție 1906, monument istoric.
- Biserica reformată, cu turn-clopotniță din satul Herculian, construcție secolul al XIV-lea, monument istoric.
- Conacul Mari (Casa în care a locuit scriitorul și publicistul de etnie maghiară Elek Benedek) din Filia, construcție secolul al XIII-lea, monument istoric.
- Conacul Ferenczy - Boda din  Filia, construcție 1713, monument istoric.
- Situl arheologic "Nagyerdoalja" de la Baraolt (sec. II - III p. Chr., Epoca romană, sec. IX - XI, Epoca medievală timpurie, Hallstatt, Latène, Cultura geto - daci, Epoca bronzului, Cultura Wietenberg; cultura Noua).
- Situl arheologic de la Doboșeni (Latène, Cultura geto - dacică, Eneolitic, Cultura Cucuteni - Ariușd).
- Rezervațiile naturale: Tinovul Luci și Cheile Vârghișului și peșterile din chei.